# Giacinto Dragonetti

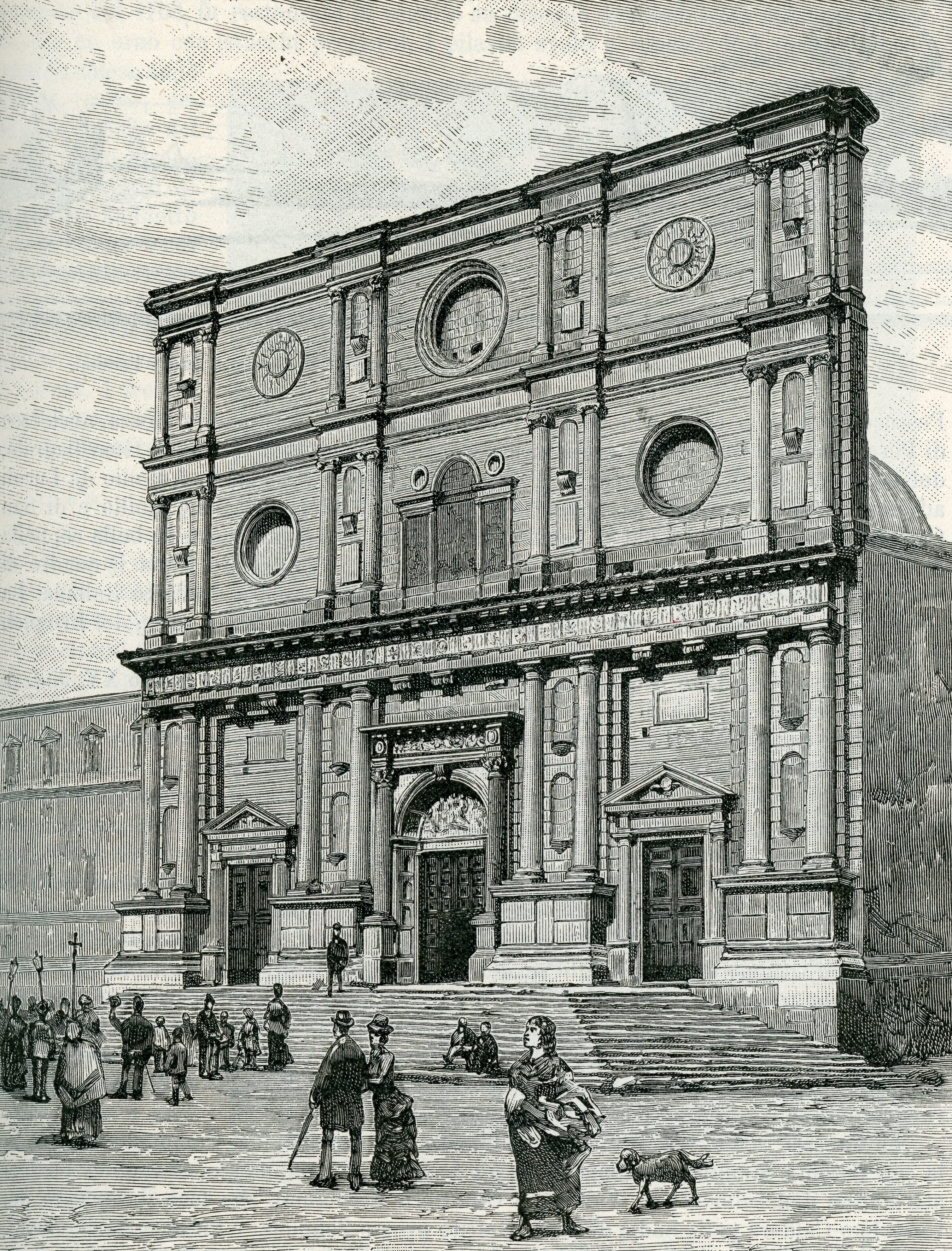
San Bernardinokerk in L'Aquila in de Abruzzen

Giacinto Giovanni Francesco Dragonetti (L’Aquila, 1666 – aldaar, 20 december 1730) was een edelman en prelaat in het koninkrijk Napels, dat een deel was van het Rijk der Spaanse Habsburgers, gevolgd door Oostenrijkse Habsburgers. Hij was bisschop van Nusco (1703-1724) en bisschop van Avezzano (1724-1730) dat destijds bisdom Marsi genoemd werd.

## Levensloop
Hij was een telg uit de adellijke familie Dragonetti de Torres uit de stad L’Aquila, gelegen in de Abruzzen. Hij trad als priester toe tot de Orde der Oratorianen (1689), een orde gesticht door Filippus Neri tijdens de Contrareformatie. 
Paus Clemens XI benoemde Dragonetti tot bisschop van Nusco (1703) in Campanië. Hij bleef bisschop in Nusco tot 1724. Paus Benedictus XIII transfereerde hem naar de bisschopstroon der Marsi, wat sinds de 20e eeuw het bisdom Avezzano heet. Avezzano ligt in de Abruzzen, in de nabijheid van L'Aquila. Dragonetti verhuisde niet naar Avezzano, maar trok in de plaats naar Rome. Officieel wegens een chronische ziekte kon hij zich verder niet naar Avezzano begeven; hij liet zich vervangen door kanunniken.
Dragonetti stierf in L’Aquila, zijn geboortestad, in het jaar 1730 en werd begraven in de kerk van San Bernardino in L'Aquila. De graftekst vermeldt zijn naam en sterfdatum zonder zijn bisschopsambten zoals evenwel gebruikelijk.